# Шанца
| HS        | вид на шанцата |
| --------- | -------------- |
| 20–49 m   | малка          |
| 50-84 m   | средна         |
| 85-109 m  | нормална       |
| над 110 m | голяма         |
| над 185 m | за полети      |

Шанцата е специално пригодена наклонена площадка за ски скокове.
Състои се от рампа за отскок, рампа за приземяване и поле за спиране.
Големината на шанците са определя от т.нар. хилсайз (на английски: Hillsize, HS). HS е разстоянието между рампата за отскок и края на зоната за приземяване (L-точка).